# 钱谷山站
钱谷山站，位于中华人民共和国山东省青岛市即墨区温泉街道东扭河头村附近，是青岛地铁11号线的地铁车站，目前为终点站。

## 概要
该站在建设时是全线标准车站建设的样板站，且是全线首个完成外立面施工的车站。建筑外观的设计理念是一艘船，屋顶采用波浪造型并设有太阳能板，侧面像是一只展翅的海鸟。支撑屋面的结构柱采用变截面的V字支撑，并在转折处进行了圆滑处理。外幕墙配有电动可开启百叶窗，可根据季节的变化自然调节室内温度及风量。

## 沿革
- 2015年11月，车站主体工程基本完工[2]。
- 2016年10月，车站完成外部装修与站内轨道铺设[1]。
- 2018年4月23日，青岛地铁11号线通车[3]。

## 车站结构
车站为地面车站。一层为站厅，二层为11号线站台，呈东北-西南走向，靠近滨海公路。

通往苗岭路站的轨道

### 出入口
- ：309国道（南）
- ：309国道（南）
  - 图例： 设有

## 车站周边
- 滨海公路（S293省道）
- 大田路（S297省道）
- 钱崮山